# Jörg Grabosch
Jörg Grabosch (* 6. Juli 1962 in Datteln) ist ein deutscher Medienunternehmer und Fernsehproduzent beim deutschen Privatfernsehen.

## Leben
Der gebürtige Westfale begann seinen beruflichen Werdegang als freiberuflicher Mitarbeiter bei der Westdeutschen Allgemeinen Zeitung. 1983 wechselte er zum WDR, für den er sieben Jahre lang als Autor und Realisator tätig war. Nach einem Zwischenspiel als Chef vom Dienst bei RIAS-TV (1990/91) ging Grabosch 1991 zum Bezahlsender Premiere. Dort produzierte er über 1200 Live-Sendungen des täglichen Interview-Magazins 0137 mit Roger Willemsen als Moderator.
1994 ging Grabosch nach Köln und wurde Executive Producer der von Thomas Koschwitz moderierten RTL Nachtshow. Im selben Jahr gründete Grabosch gemeinsam mit Martin Keß und Ralf Günther die Produktionsfirma Brainpool, die populäre Unterhaltungssendungen produziert wie den Eurovision Song Contest 2011 und 2012, den deutschen ESC-Vorentscheid (2010–2017), Schlag den Henssler, den Deutschen Comedypreis, PussyTerror TV, Die Harald Schmidt Show, Die Wochenshow, TV total und andere.
Nach dem Brainpool-Börsengang 1999 und der Übernahme der Firma durch die VIVA Media AG wurde Geschäftsführer Grabosch auch in den Vorstand der Mutterfirma berufen, wo er für den Bereich „Content“ zuständig war. Nach einem Management Buy-out 2006 durch Brainpool wurde Jörg Grabosch mit einer Beteiligung von 25 Prozent einer der Gesellschafter und Geschäftsführer der Brainpool TV GmbH. Nachdem 2009 Banijay Entertainment 50 % der Anteile von Brainpool erworben hatte, verringerte sich Graboschs Anteil auf 12,5 %.
Nachdem Mitgesellschafter Stefan Raab 2018 seine Brainpool-Anteile an Banijay verkauft hatte, drängte diese die Mitgesellschafter Grabosch und Andreas Scheuermann aus der Geschäftsführung heraus, die sich dagegen gerichtlich wehrten.

## Fernsehproduktionen
- 1991–1992: 0137
- 1994–1995: RTL Nachtshow
- 1995–1998: Die Harald Schmidt Show
- 1996–2002: Die Wochenshow
- 1999–2001: Anke – Die Comedyserie
- seit 2001: Promiboxen (unregelmäßig)
- 2003–2015: TV total
- 2006–2015: Schlag den Raab
- 2009–2017: Schlag den Star
- 2010–2017: Der deutsche ESC-Vorentscheid
- 2011–2012: Eurovision Song Contest
- 2017: Schlag den Henssler
- 2018: PussyTerror